# 록히드 L-1049 슈퍼컨스텔레이션
록히드 L-1049 슈퍼컨스텔레이션(Lockheed L-1049 Super Constellation)은 미국 항공기 제조사인 록히드의 콘스틸레이션 항공기 라인중 하나이다. L-1049는 1950년에 처음으로 비행을 성공한 더글러스 DC-6 여객기와의 경쟁을 목적으로 출시되었다. 이 항공기는 또한 미국 해군과 공군을 위해 운송, 전자, 공수 조기 경보 및 제어 항공기로 제작되었다.

## 개발
1943년부터 록히드는 별자리 패밀리의 변형된 기체를 계획했다.

## 같이 보기
- EC-121 워닝스타
- 보잉 377 스트라토크루저
- 더글러스 DC-6
- 더글러스 DC-7
- 일류신 Il-18
- 록히드 L-188 일렉트라
- 빅커스 바이카운트